# Aristide Peride
Aristide Peride (n. 2 martie 1848, satul Bursucani, județul Tutova, în prezent județul Galați – d. 1906) a fost un medic român, primul profesor de anatomie al Facultății de Medicină din Iași.

## Biografie
Aristide Peride a fost elev al Liceului Național din Iași, obținând bacalaureatul în 1866. A urmat studiile universitare de medicină în Franța, la Facultatea de Medicină din Paris. Student fiind încă, a participat la luptele desfășurate în timpul Comunei din Paris activând ca sanitar pe ambulanțele Comunei.
După susținerea doctoratul în medicină s-a reîntors în țară și a ocupat postul de profesor de anatomie și embriologie la nou înființata Facultate de Medicină din Iași (1879) a Universității ieșene. La inițiativa sa a fost construită (între anii 1894 și 1900) clădirea în stil neoclasic a Institutului de Anatomie din Iași, după proiectul arhitectului Ștefan Emilian.
Aristide Peride a fost membru al Societății culturale Junimea.